# Valkyrie Profile: Covenant of the Plume
Pour les articles homonymes, voir Valkyrie (homonymie).
Valkyrie Profile: Covenant of the Plume est un jeu vidéo de rôle tactique développé par Tri-Ace et édité par Square Enix sur Nintendo DS. Il est sorti le 1er novembre 2008 au Japon, le 17 mars 2009 en Amérique du Nord et le 3 avril 2009 en Europe.

## Histoire
Dans le monde de Midgard, situé sur Yggdrasil à mi-chemin entre Niflheim, l'enfer, et Asgard, le monde des dieux, Wylfried et Ancel sont deux amis d'enfance. Wyl voue à Lenneth, la Valkyrie qui a fait de son père un einherjar, une haine féroce. En effet, il lui attribue aussi la mort de sa petite sœur qui s'ensuivit et la folie de sa mère. Ancel le suit dans le but de le détourner du chemin obscur de la vengeance. Mais Wyl passe un pacte avec Hel, la maîtresse de Niflheim. Elle lui offre une plume qui, en échange des vies de ses compagnons les plus chers, peut le rendre capable de défaire la Valkyrie abhorrée. Wyl tue alors Ancel sans le vouloir et, accompagné d'Ailyth, l'envoyée de Hel, se retrouve face au dilemme suivant: poursuivre sa quête de vengeance en sacrifiant ses compagnons, ou bien se raviser et l'abandonner en épargnant Lenneth.

## Traduction amateur
Le jeu n'a pas été localisé officiellement en français lors de sa sortie en France. Toutefois, depuis début 2011, il existe une traduction amateur réalisée par les groupes BessaB et MYTH Project.

## Personnages
Personnages jouables :
- Wylfried
- Ancel
- Cheripha
- Lockswell
- Gwendal
- Darius
- Heugoe
- Mireille
- Mischka
- Natalia
- Earnest
- Ushio
- Lieselotte
- Rosea
- Duwain
- Fauxnel
- Valmur
- Phiona
- Reinhilde
- Auguste
- Ailyth
- Freya
- Kristoff
- Roienbourg
- Langrey
- Lenneth Valkyrie

Personnages non-jouables :
- Hel
- Tilte
- Garm
- Cennair
- Thyodor
- Mère de Wylfried
- Sœur de Wilfried